# Maynard Ferguson
Walter „Maynard” Ferguson (Montréal, 1928. május 4. – Ventura CA, 2006. augusztus 23.), kanadai dzsesszzenész; trombitás.
1950-ben vált ismertté, ekkor került be Stan Kenton zenekarába, és magas hangú játékát csodálni kezdte a közönség.
1953-tól a Los Angeles-i Paramount stúdiók részére dolgozott, big band és combo felállásban is. Az 1958-as Newport Jazz Festiválon egy mindössze tizenkét tagú zenekart vezetett, de az  erőteljesebben szólt, mint a jóval nagyobb létszámú zenekarok.
Az ötvenes és hatvanas években zenésztársa volt Slide Hampton, Don Sebesky, Bill Chase, Don Ellis és Bill Berry.
A hatvanas évek végén Nagy-Britanniába költözött, és ott egy big bandet hozott létre. Ezzel sokat turnézott. Csillogó jazzrockot játszottak.
| Theme From Star Trek: |
|                       |

## Diszkográfia
| - 1953 - Jam Session Featuring Maynard Ferguson - 1954 - Stratospheric - 1954 - Dimensions - 1954 - Maynard Ferguson's Hollywood Party - 1955 - Maynard Ferguson Octet - 1955 - Around the Horn - 1956 - The Birdland Dream Band, Vol. 1 - 1956 - Maynard Ferguson and His Original Dreamband [live] - 1957 - Boy with Lots of Brass - 1957 - The Birdland Dream Band, Vol. 2 - 1958 - Swingin' My Way through College - 1958 - A Message from Newport - 1959 - Jazz for Dancing - 1960 - Newport Suite - 1960 - Maynard '61 - 1960 - Two's Company - 1960 - Let's Face the Music and Dance - 1961 - "Straightaway" Jazz Themes - 1962 - Maynard '62 - 1962 - Si! Si! M.F. - 1962 - Maynard '63 - 1962 - Message from Maynard - 1962 - Maynard '64 - 1964 - Come Blow Your Horn - 1964 - Color Him Wild - 1964 - Blues Roar - 1964 - The New Sound of Maynard Ferguson - 1965 - The World of Maynard Ferguson - 1965 - Maynard Ferguson Sextet - 1965 - Six by Six: Maynard Ferguson and Sextet - 1966 - Ridin' High - 1967 - Sextet 1967 [live] - 1967 - Orchestra 1967 [live] - 1968 - Trumpet Rhapsody - 1969 - Ballad Style of Maynard Ferguson - 1971 - Maynard Ferguson (released in UK as Alive and Well in London) - 1970 - M.F. Horn - 1972 - M.F. Horn Two |  | - 1973 - M.F. Horn 3 - 1974 - M.F. Horn 4 & 5: Live at Jimmy's - 1974 - Chameleon - 1976 - Primal Scream - 1977 - Montreux Summit Vol 1 - 1977 - Montreux Summit Vol 2 - 1977 - Conquistador - 1977 - New Vintage - 1978 - Carnival - 1979 - Hot - 1979 - The Best of Maynard Ferguson - 1980 - It's My Time - 1982 - Hollywood - 1983 - Storm - 1984 - Live from San Francisco - 1986 - Body and Soul - 1987 - High Voltage, Vol. 1 - 1988 - High Voltage, Vol. 2 - 1988 - Big Bop Nouveau - 1992 - Footpath Cafe - 1993 - Dues (reissue of Color Him Wild) - 1993 - The Essence of Maynard Ferguson (collection) - 1993 - Live from London - 1994 - Live at Peacock Lane Hollywood 1957 - 1994 - Live at the Great American Music Hall, Part 1 - 1994 - These Cats Can Swing - 1995 - Live at the Great American Music Hall, Part 2 - 1996 - One More Trip to Birdland - 1997 - Master of the Stratosphere (collection) - 1998 - Brass Attitude - 2003 - Jam Session - 2004 - Live at Peacock Lane 1956 - 2005 - Maynard Ferguson (collection) - 2006 - M.F. Horn 6: Live at Ronnie's - 2007 - On A High Note: The Best of the Concord Jazz Recordings (released 2/6/07) - 2007 - The One and Only (released 5/4/07) - 2007 - A Message from Birdland (released 8/14/07) |